# Országos Gárdonyi Géza Irodalmi Társaság
Az Országos Gárdonyi Géza Irodalmi Társaság az irodalombarát tanítókat, tanárokat tömörítő, 1923 és 1945 között Budapesten működött közművelődési egyesület volt. A társaság fő célja a magyar irodalom népszerűsítése, a kiadási lehetőségek bővítése, valamint Gárdonyi Géza emlékének és életművének ápolása, valamint egyéb irodalmi emlékhelyek megőrzése volt.

## Története
A pedagógus Simon Lajos 1922 tavaszán tett közzé felhívást irodalmi egyesület alakítására a Tanítók Szövetsége lapjain. A hívó szóhoz többen csatlakoztak, s miután előzetesen Gárdonyi Géza engedélyét is elnyerték, 1922. szeptember 21-én a budapesti Ferenc József Tanítók Házában a Magyar Tanító Egyesületek Országos Szövetségének kebelén belül megalakították a Gárdonyi Géza Irodalmi Bizottságot. Az elnök Simon Lajos, a tiszteletbeli elnök Havas István és Móra István, a főtitkár pedig Móra László lett. A névadó Gárdonyi 1922. októberi halálát követően megindult a bizottság átszervezése, amelynek eredményeként azonos vezetőséggel 1923. július 6-án megalakult az Országos Gárdonyi Géza Irodalmi Társaság. A nevükben szereplő országos jelzőt az egyesülettel egy időben Egerben alakult, a Heves vármegyei közművelődés felemelését célként kitűző Gárdonyi Társaságtól való megkülönböztetésnek szánták.
Az 1925-ben elfogadott alapszabály értelmében a nyolcvan rendes tag mellett egyszerre öt tiszteleti és korlátlan számú külső tagja lehetett a társaságnak. A rendes tagság feltételéül szabták a tanítótestületi tagságot, azaz a tanári hivatást. A negyvenkét alapító tag mellé rövid időn belül sokan csatlakoztak, 1926-ban már a százötven, 1940-ben pedig a négyszáz főt is meghaladta a tagság, amelynek kétharmadát vidéki pedagógusok tették ki. A társaság negyedszázados történetének prominensebb tiszteleti tagjai között volt a pedagógus Kőrösi Henrik, Mosdóssy Imre, Gaál Mózes, Breznay Imre, Berwaldszky Kálmán, Váth János, az irodalomtudós Horváth Cirill, Négyesy László és Pintér Jenő, a jelesebb írók, költők, műfordítók közül pedig Vikár Béla, Benedek Elek, Lőrinczy György, Szabolcska Mihály, Herczeg Ferenc, Vietórisz József, Pakots József, Móra Ferenc, Gyökössy Endre, Kosáryné Réz Lola és Gulácsy Irén. Noha a társaság székhelye a főváros volt, hivatali helyiségekkel nem rendelkeztek, az aktívabb budapesti tagok rendszerint a tabáni Erzsébet híd kávéházban gyűltek össze, a társaság felolvasóestjeire és közgyűléseire pedig külön helyiséget béreltek.
Az alapítók fő célja a magyar irodalom népszerűsítése és megszerettetése volt, a társaság tagjai vidéki szerzői esteket és felolvasóüléseket szervezve járták a vidéket. Emellett az egyesület megjelenési lehetőséget teremtett az irodalommal is foglalkozó tagság számára, és több novella-, valamint tanulmánypályázatot írt ki fennállása során. Az önálló kötetek mellett 1924 februárjában indult meg Simon Lajos és Kőrösi Henrik szerkesztésében a Magyar Család. Ugyancsak 1924-ben jelent meg a gyermekeknek szánt Képes Kis Lap című folyóirat Havas István szerkesztésében, amelynek helyét 1928-ban a Meseország című gyereklap vette át. 1930-ban indították útjára a Magyar Ifjúság Könyvtára sorozatot, amelynek köteteiben gyermekmondókák, mesefeldolgozások, valamint Bene Lajos gyűjtötte jászsági, nagykunsági és kalotaszegi népmesék jelentek meg. A társaság története során négy évkönyvet adott ki (1926, 1929, 1940, 1941), amelyekben a társasági hírek mellett a tagság költeményeit, novelláit és tanulmányait adták közre.
A társaság kiemelt feladata volt a névadó Gárdonyi Géza emlékének és irodalmi hagyatékának ápolása. A Dante Könyvkiadóval összefogva, az író fia, Gárdonyi József hozzájárulásával 1924 és 1938 között hatvankötetes díszkiadásban jelentették meg Gárdonyi életművét. Az író halálának évfordulóin felolvasóüléssel egybekötött emlékünnepségeket szerveztek. 1923-ban a társaság emléktáblával jelölte meg Gárdonyi agárdpusztai szülőházát és családjának székesfehérvári lakóházát. Megrendelésükre 1924-ben készült el Gárdonyi portréfestménye, Varga Ferenc alkotása, emellett a társaság szoborbizottsága országos adománygyűjtésbe fogott, amelynek köszönhetően 1933. május 13-án leleplezték Gárdonyi Géza első nagyszabású köztéri szobrát, Horvay János alkotását Budapest XI. kerületében. Az író halálának tizedik évfordulójára tanulmánykötetet állítottak össze és adtak ki Az egri remete címen. A névadó „egri remete” emlékének ápolása mellett a magyar irodalomtörténet más kimagasló alakjainak emlékezetét is ébren tartotta a társaság. Egyes írókhoz, költőkhöz kötődő jeles évfordulókon felolvasóüléseket rendeztek, több irodalmi emlékhelyet táblával jelöltek meg, így többek között a penci Petőfi- vagy a niklai Berzsenyi-emléktáblát is az Országos Gárdonyi Géza Irodalmi Társaság helyezte el.
A tevékenyen telt 1920-as és 1930-as évek után a társaság aktivitása hanyatlani kezdett. 1940-ben Móra László helyett már Siklaki István töltötte be a főtitkári posztot, Simon Lajos 1942. évi halála után pedig a társaság tevékenysége jóformán megszűnt. Rakssányi Mária még igyekezett fellendíteni az egyesületi életet, de 1945-ben az Országos Gárdonyi Géza Irodalmi Társaság hivatalosan is megszűnt.
A második világháborút követően, 1946. december 16-án a társaság egri tagjai, Bálinth Árpád és Rakssányi Mária szervezésében Budapesten sor került a társaság újjáalakuló gyűlésére. Az új elnök Kállay Miklós, az ügyvezető elnök Gárdonyi József, a főtitkár pedig Horváth Ákos lett. 1947-ben belügyminiszteri engedélyért folyamodtak a társaság bejegyeztetéséért, de további működésük ismeretlen az irodalomtörténet-írás előtt. Korompai János egri muzeológus feltételezése szerint az 1950-es évekre a társaság mégoly lanyha tevékenysége is megszűnhetett.